# Horisme carneata
Horisme carneata är en fjärilsart som beskrevs av W. Warren 1907. Horisme carneata ingår i släktet Horisme och familjen mätare. Inga underarter finns listade i Catalogue of Life.